# Fuckin’ Perfect
Fuckin’ Perfect (znany także jako Perfect) – piosenka Pink pochodząca z jej pierwszej kompilacji Greatest Hits... So Far!!!. Tekst został napisany przez piosenkarkę, Maxa Martina i Shellbacka. 14 grudnia 2010 piosenkę wydano jako drugi singel z tego albumu.
Utwór zadebiutował na #10 na australijskiej ARIA Singles Chart, a także utrzymał się na #71 na UK Singles Chart. Piosenka znalazła się w pierwszej czterdziestce w Belgii, Danii, Węgier, Szwecji i Szwajcarii.
P!nk twierdzi że inspiracją do napisania utworu był jej mąż Carrey Hart. Teledysk wyreżyserowany przez współpracownika piosenkarki Dave'a Meyersa zawiera wiele kontrowersyjnych wiadomości o depresji, samookaleczaniu się i samobójstwach.
Na stronie b singla znajduje się piosenka Whataya Want from Me którą wykonuje Adam Lambert. Pierwotnie utwór miał trafić na płytę P!nk Funhouse z 2008. Sama piosenkarka jest współautorką tekstu piosenki.
Teledysk opowiada o dziewczynie, która mimo przeciwności losu i braku akceptacji swojej osobowości w dzieciństwie, odnajduje szczęście i miłość w dorosłym życiu. Główną rolę w wideoklipie zagrała aktorka Tina Majorino, znana z roli Alicji w filmie Alicja w Krainie Czarów.
Nagranie otrzymało nominację do nagrody Grammy 2012 w kategorii Najlepsze solowe wykonanie Pop.

## Lista utworów
- Digital download[1]

1. "Perfect" – 3:33

- Digital single[2]

1. "Fuckin’ Perfect" – 3:33
2. "Whataya Want From Me" – 3:46
3. "Fuckin’ Perfect (Perfect)" – 3:33

- UK CD single

1. "Perfect"* – 3:33
2. "Whataya Want From Me" – 3:46

* Clean version piosenki Fuckin’ Perfect nazwano Perfect.

## Notowania
| Listy (2010)                             | Najwyższa pozycja |
| ---------------------------------------- | ----------------- |
| Australia (ARIA)                         | 10                |
| Holandia (Dutch Top 40)                  | 6                 |
| Kanada (Canadian Hot 100)                | 2                 |
| Polska (ZPAV)                            | 2                 |
| UK Singles (The Official Charts Company) | 10                |
| Billboard Hot 100                        | 2                 |